# International anerkendelse af Republikken Krim
Republikken Krim var en delvist anerkendt udbryderrepublik, der erklærede sig uafhængig fra Ukraine den 17. marts 2014. Det skete efter en folkeafstemning den foregående dag og en erklæring fra det regionale parlament den 11. marts 2014. Dagen efter, den 18. marts 2014, blev Krim indlemmet i Rusland som to føderale subjekter: Republikken Krim og den føderale by Sevastopol.

## Baggrund
I kølvandet på Krimkrisen 2014 erklærende det nyetablerede Øverste Råd af Krim uafhængighed fra Ukraine den 11. marts 2014. Efter folkeafstemningen den 16. marts 2014, hvor 97 % af vælgerne stemte for at forlade Ukraine, udsendte det Øverste Råd af Krim den officielle erklæring for uafhængighed. Krim er i øjeblikket kun anerkendt af Rusland, men søger anerkendelse ved FN. Det endelige formål med Krims løvrivelse er en mulighed for at blive optaget i den Rusland som en føderal enhed. Den Europæiske Union har sammen med andre vestlige stater fordømt folkeafstemningen. FN's sikkerhedsråd forsøgte at udsende en resolution, der skulle erklære folkeafstemningen ugyldig, efter Rusland anvendte sin vetoret, eftersom Rusland er et af de permanente medlemmer af sikkerhedsrådet.

## Indlemmelse i Rusland
Den 18. marts 2014 underskrev Rusland og Krim en tiltrædelsestraktat til den Russiske Føderation for Republikken Krim og Sevastopol, efter den russiske præsident Vladimir Putin havde talt til det russiske parlament. I overgangsperioden, der vil vare frem til den 1. januar 2015, vil begge parter løse uoverensstemmelserne mellem ukrainsk og russisk praksis i forbindelse med de økonomiske-, finansielle-, kredit- og retssystemer, således dette ensrettes russiske standarder.

## Anerkendelse

### Tilkendegivelser fra medlemslande i FN
|   | Stat        | FN-medlemskab  | Dato for anerkendelse | Diplomatisk mission oprettet | Noter |
| - | ----------- | -------------- | --------------------- | ---------------------------- | ----- |
| 1 | Rusland     | FN-medlemsstat | 17. marts 2014        | Ja                           |       |
| 2 | Kasakhstan  | FN-medlemsstat | 18. marts 2014        | Nej                          |       |
| 3 | Armenien    | FN-medlemsstat | 19. marts 2014        | Nej                          |       |
| 4 | Kirgisistan | FN-medlemsstat | 20. marts 2014        | Nej                          |       |

### Tilkendegivelser fra andre stater
|   | Stat             | FN-medlemskab    | Dato for anerkendelse | Diplomatisk mission oprettet | Noter |
| - | ---------------- | ---------------- | --------------------- | ---------------------------- | ----- |
| 1 | Abkhasien        | Intet medlemskab | 17. marts 2014        | Nej                          |       |
| 2 | Nagorno-Karabakh | Intet medlemskab | 17. marts 2014        | Nej                          |       |
| 3 | Sydossetien      | Intet medlemskab | 17. marts 2014        | Nej                          |       |